# Minettia elbergi
Minettia elbergi är en tvåvingeart som beskrevs av Shatalkin 1996. Minettia elbergi ingår i släktet Minettia och familjen lövflugor. Inga underarter finns listade i Catalogue of Life.